# Зубутлинский сельсовет
Сельсовет Зубутлинский — муниципальное образование со статусом сельского поселения и административно-территориальная единица в Казбековском районе Дагестана Российской Федерации.
Административный центр — село Зубутли.

## История
Сельское поселение в составе муниципального района было выделено в мае 2021 года.
Инициатива населения об образовании нового сельского поселения сельсовет «Зубутлинский» из двух образованных в 2014 году сёл была поддержана в 2016 году.

## Население
| 2021 | 2023 | 2024 | 2025 |
| ---- | ---- | ---- | ---- |
| 0    | →0   | →0   | ↗1   |

## Состав
| № | Населённый пункт | Тип населённого пункта       | Население |
| - | ---------------- | ---------------------------- | --------- |
| 1 | Зубутли          | село, административный центр | ↗1257     |
| 2 | Ново-Зубутли     | село                         |           |